# Alois Smita
Alois Emanuel Smita (1. ledna 1819 Praha – 1. prosince 1882 Uherské Hradiště) byl rakouský lékař a politik české národnosti z Moravy; poslanec Moravského zemského sněmu.

## Biografie
Působil jako okresní lékař v Uherském Hradišti. Byl jím jmenován v listopadu 1871. Do té doby působil coby lékař kontribučenského fondu. Jako okresní lékař v Uherském Hradišti je uváděn ještě v červnu 1882, kdy získal rytířský Řád Františka Josefa. V roce 1871 se uvádí jako starosta občanské záložny v Uherském Brodě.
V 60. letech se zapojil i do vysoké politiky. V doplňovacích zemských volbách 19. listopadu 1866 byl zvolen na Moravský zemský sněm, za kurii městskou, obvod Uherský Brod, Vizovice, Klobouky, Zlín. Uváděl se jako kandidát Moravské národní strany (staročeské). Společně s Františkem Aloisem Šromem patřil mezi hlavní postavy národního hnutí v Uherském Hradišti.

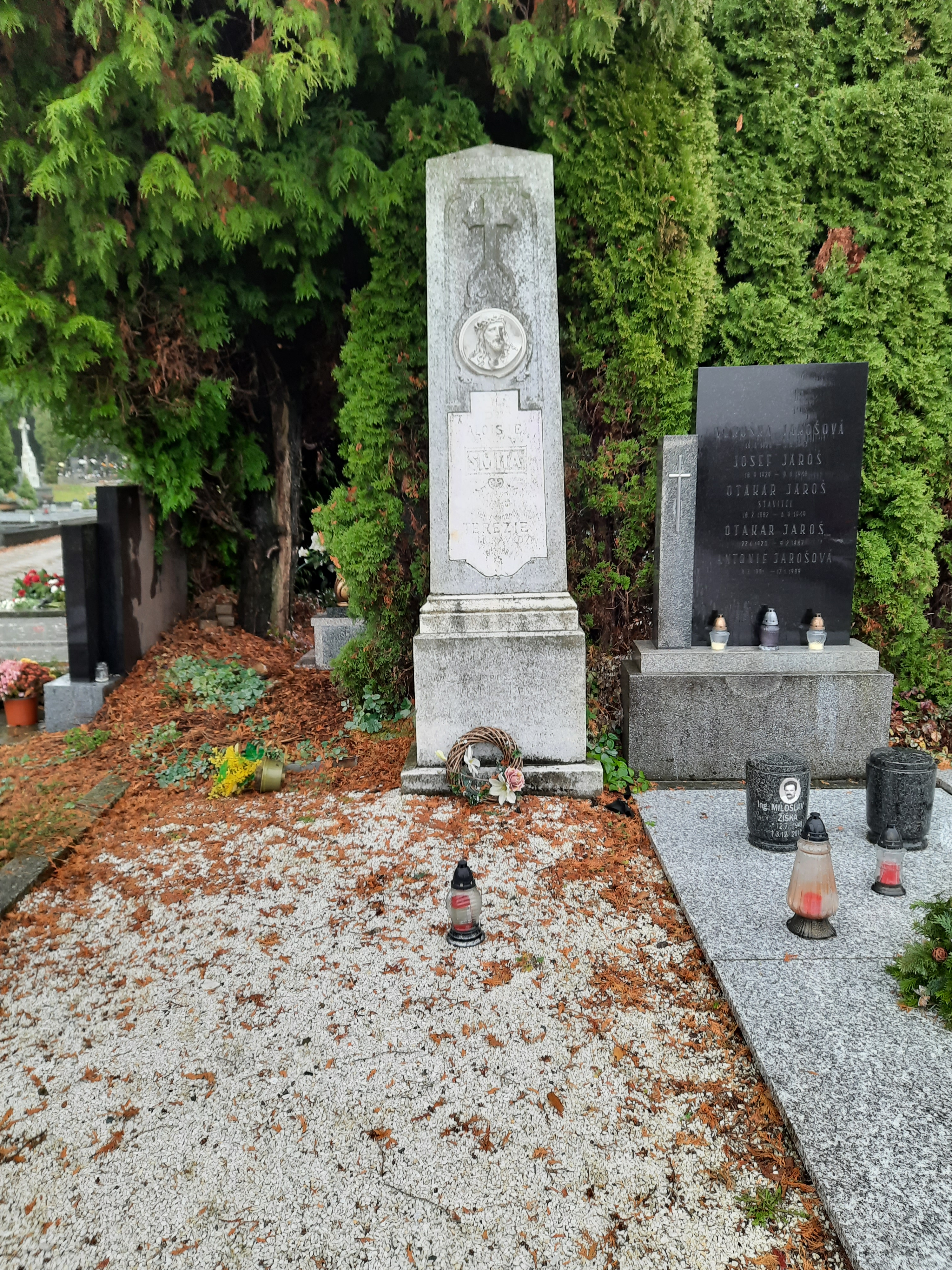
Hrob Aloise Smity na hřbitově v Mařaticích

Zemřel v prosinci 1882 v Uherském Hradišti ve věku 64 let. Pohřben byl na hřbitově v Mařaticích.
Jeho mladším bratrem byl hudební skladatel a pedagog Václav Bedřich Smita (1822–1908).